# Примицерий Сан-Марко
Примицерий Сан-Марко (итал. Primicerio della basilica di San Marco) — во времена Венецианской республики фактический настоятель базилики Сан-Марко, главный каноник её капитула, капеллан дожа. Руководил духовенством базилики, её хором и музыкантами (Cappella Marciana), а также управлял подчиненными базилике венецианскими приходами. Имел прерогативы епископа, но подчинялся непосредственно дожу, являясь одним из главных духовных сановников Венеции.

## Статус
С первых столетий истории Венеции венецианские дожи претендовали на особый сакральный статус, связанный с тем, что базилика Сан-Марко, где хранились мощи апостола и евангелиста Марка, номинально была их дворцовой часовней. Соответственно, «главой церкви святого Марка» («capo della Chiesa di San Marco»), согласно представлениям венецианцев, был сам дож. На этих представлениях республика, в частности, основывала своё право назначать епископов в собственных владениях.
На практике предполагаемые этой концепцией сакральные полномочия дожа осуществляло специально назначенное духовное лицо — примицерий, который имел право совершать в базилике богослужения по епископскому чину, посвящать младших клириков, а по особому разрешению — и рукополагать священников.

## История
Сама должность возникла, очевидно, в начале IX века, когда при резиденции правителя Венеции появилась часовня, посвященная тогдашнему покровителю города, святому Феодору. Перенесение в Венецию мощей св. Марка и основание в 828 году базилики Сан-Марко способствовали росту влияния придворного духовенства, поскольку именно на культе святого Марка основывалась отныне не только богослужебная жизнь города, но и государственная идеология: само венецианское государство традиционно именовалось «Республикой святого Марка», и тем самым Венеция, помимо прочего, претендовала на положение второй после Рима «апостольской столицы» западного христианства.
В конце XI — начале XII века юрисдикция базилики уже распространялась на несколько венецианских приходов (Сан-Бассо, Сан-Джиминьяно и Сан-Джулиано). Однако только с середины XIV века можно с уверенностью говорить о примицерии как об особом духовном должностном лице, которое непосредственно подчинено дожу и при этом независимо от общих духовных властей Венеции.
Чин примицерия утратил значение с падением Венецианской республики в 1797 году, а с 1807 года капитул базилики Святого Марка, ставшей кафедральным собором Венеции, возглавлял сам патриарх Венеции.